# Pelophylax plancyi
Espèce
Synonymes
- Rana plancyi Lataste, 1880

Statut de conservation UICN

 LC  : Préoccupation mineure
Pelophylax plancyi est une espèce d'amphibiens de la famille des Ranidae.

## Répartition
Cette espèce est endémique de République populaire de Chine. Elle se rencontre dans le Jiangxi et dans le nord du Fujian.

## Étymologie
Cette espèce est nommée en l'honneur de Victor Collin de Plancy.

## Images

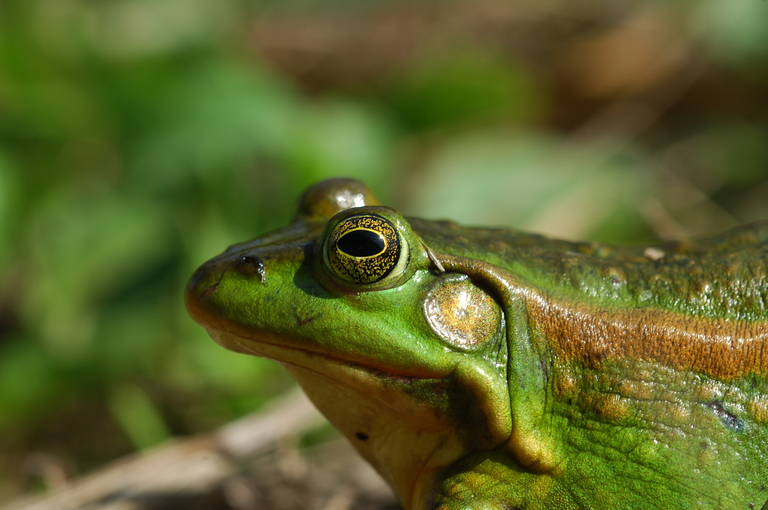

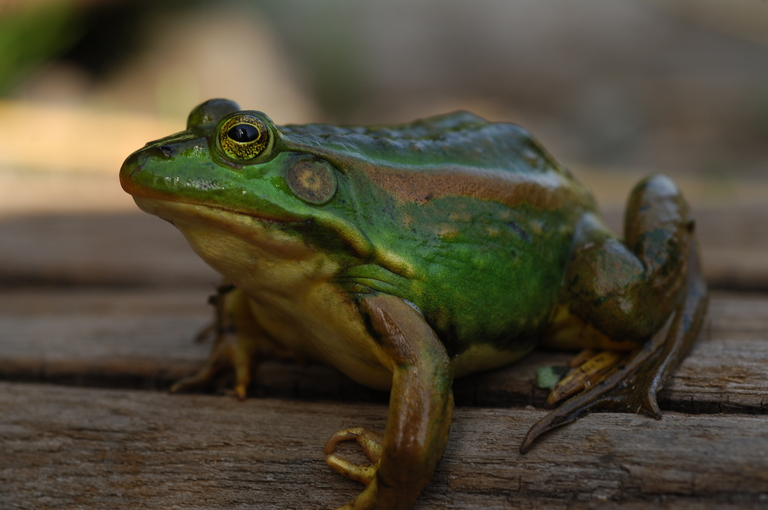

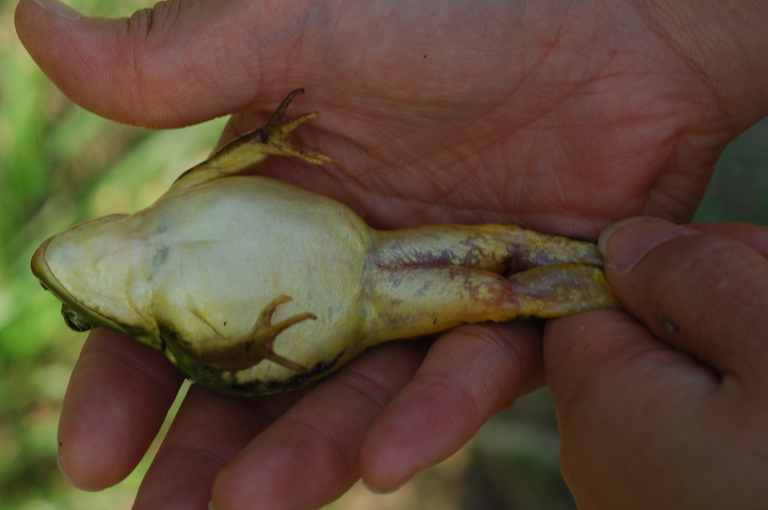

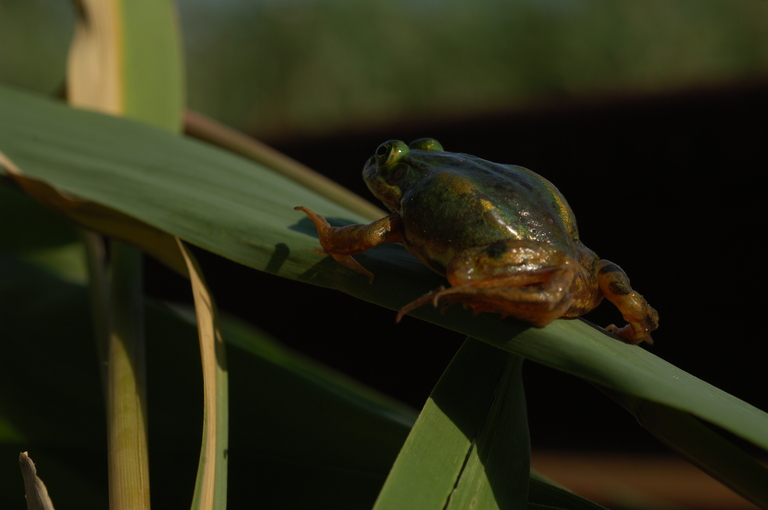

## Publication originale
- Lataste, 1880 : Batraciens et reptiles recueillis en Chine par M. V. Collin de Plancy. Bulletin de la Société Zoologique de France, vol. 5, p. 61-69 (texte intégral).